# 凌军
凌军（？—），男，中华人民共和国外交官，曾任中国海地贸易发展办事处代表和中华人民共和国驻斯特拉斯堡总领事。